# Brzózki (województwo podlaskie)
Brzózki – wieś w Polsce położona w województwie podlaskim, w powiecie kolneńskim, w gminie Kolno.
| SIMC    | Nazwa        | Rodzaj    |
| ------- | ------------ | --------- |
| 0399396 | Nowe Brzózki | część wsi |

W okresie międzywojennym stacjonowała tu placówka Straży Celnej „Brzózki”.
W latach 1975–1998 miejscowość administracyjnie należała do województwa łomżyńskiego.
Wierni kościoła rzymskokatolickiego należą do parafii Zwiastowania Najświętszej Maryi Panny w Lachowie.